# Régions historiques des États-Unis
Cet article recense les régions historiques des États-Unis, des régions des actuels États-Unis qui forment des entités définies par le passé mais qui n'existent plus actuellement.

## Liste

### Époque coloniale (avant 1776)

#### Treize colonies

Carte du territoire initial des États-Unis, mettant en évidence les treize colonies et les territoires qu'elles cédèrent au gouvernement fédéral.

Ces treize colonies britanniques donnent naissance aux États-Unis et signent la déclaration d'indépendance en 1776. Du nord au sud :
- Province du New Hampshire
- Province de la baie du Massachusetts
- Colonie de Rhode Island et des plantations de Providence
- Colonie du Connecticut
- Province de New York
- Province du New Jersey
- Province de Pennsylvanie
- Colonie du Delaware
- Province du Maryland
- Colonie et dominion de Virginie
- Province de Caroline du Nord
- Province de Caroline du Sud
- Province de Géorgie

#### Autres colonies
La liste suivante recense les colonies (britanniques ou autres) ayant également existé :
- Dominion de Nouvelle-Angleterre
- Jamestown Settlement
- East Jersey
- West Jersey
- Réserve indienne
- Colonie de la baie du Massachusetts
- Colonie de New Haven
- Nouvelle-Néerlande
- Nouvelle-Suède
- Colonie de Plymouth
- Colonie de Popham
- Province de Caroline
- Province du Maine
- Colonie de Roanoke
- Louisiane

Les colonies suivantes ont été proposées, mais n'ont jamais été concrétisées ou reconnues :
Colonies proposed but unrealized or unrecognized
- Colonie de Transylvanie
- Colonie de Vandalia
- Charlotina
- Colonie de la Mississippi Land Company

### Acquisitions ultérieures

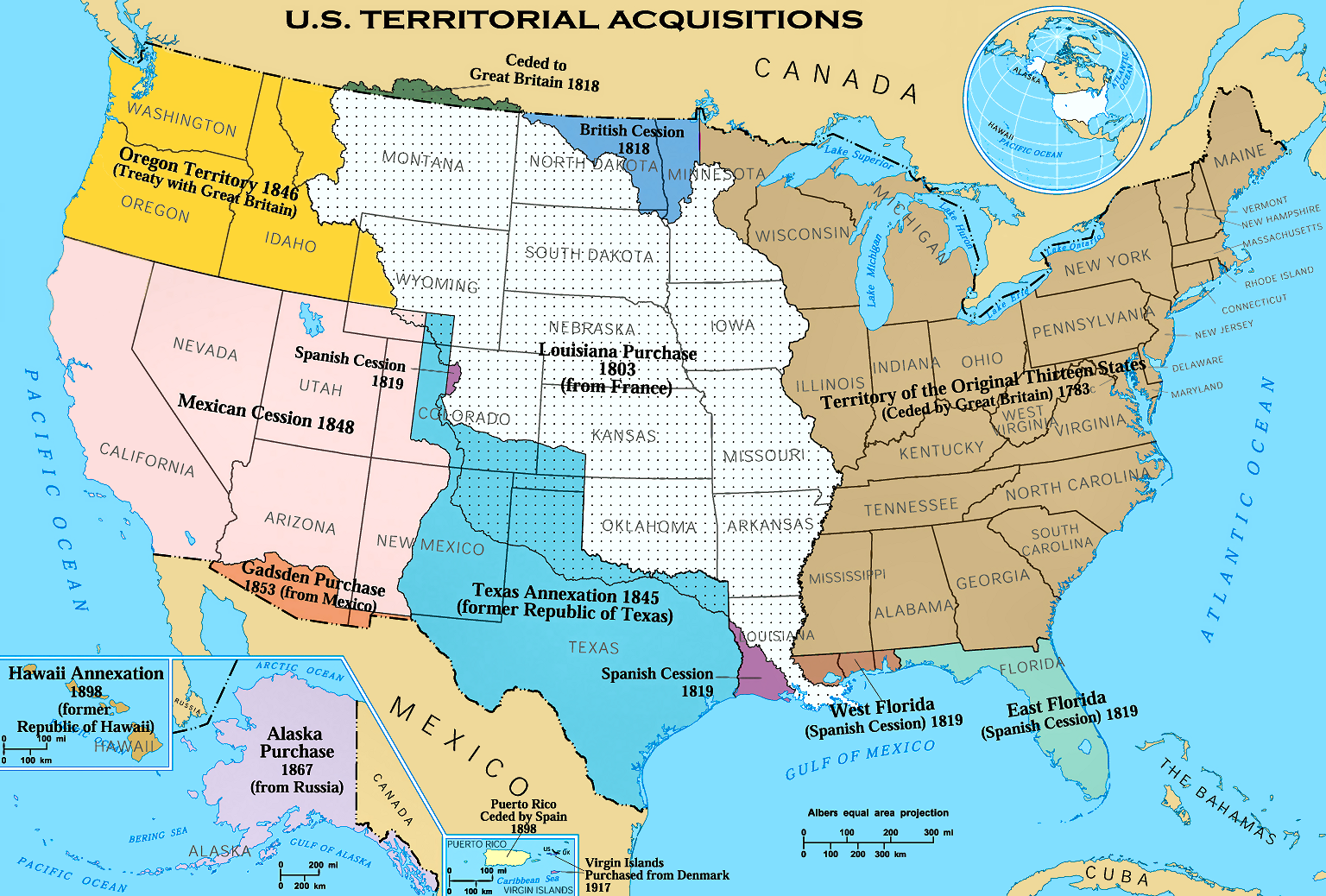
Carte des États-Unis mettant en évidence les principales acquisitions territoriales du pays.

Les régions suivantes ont été cédées par, annexées ou achetées à des pays ou des puissances étrangères :
- Achat de l'Alaska
- Achat Gadsden
- Vente de la Louisiane
- Cession mexicaine
- Oregon Country
- Bassin de la rivière Rouge
- Terre de Rupert
- Traité d'Adams-Onís (achat de la Floride) :
  - Floride occidentale
  - Floride orientale
- Cessions des États (territoires cédés par certains États au gouvernement fédéral à la fin du XVIIIe siècle et au début du XIXe siècle :
  - Pays des Illinois
  - Ohio Country
  - Terres des Yazoo
- Annexion du Texas

### Modifications internes
Les régions suivantes concernent les cessions, achats, districts ou installations effectuées à l'intérieur du territoire des États-Unis.
- Iowa :
  - Black Hawk Purchase
  - Dubuque's Claim
  - Giard Grant
  - Half-Breed Tract
  - Honey Lands
  - District d'Iowa
  - Keokuk's Reserve
  - Neutral Ground
  - Potawatomi Cession
  - Sac and Fox Cession
  - Sioux Cession

- New York :
  - Central New York Military Tract
  - Holland Purchase
  - Mill Yard Tract
  - Morris Reserve
  - Macomb's Purchase
  - Phelps and Gorham Purchase
  - Triangle Tract
  - Purchase of New Jersey

- Ohio :
  - Canal Lands
  - College Lands
  - College Township
  - Congress Lands :

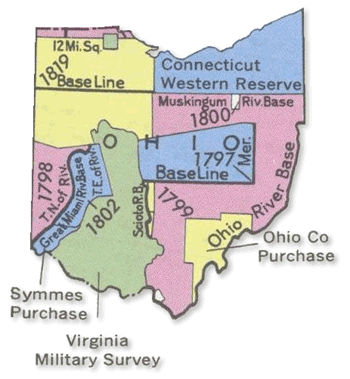
Carte des principaux territoires ayant formé l'Ohio.

    - Congress Lands North of Old Seven Ranges
    - Congress Lands West of Miami River
    - Congress Lands East of Scioto River
    - North and East of the First Prinicipal Meridian
    - South and East of the First Principal Meridian

  - Connecticut Western Reserve
  - Dolerman's Grant
  - Dohrman Tract
  - Donation Tract
  - Ephraim Kimberly Grant
  - Firelands
  - Fort Washington
  - French Grant
  - Gnadenhutten Tract
  - Indian Land Grants
  - Maumee Road Lands
  - Michigan Survey
  - Miami & Erie Canal Lands
  - Ministerial Lands
  - Moravian Indian Grants
  - Ohio & Erie Canal Lands
  - Ohio Company of Associates
    - Purchase on the Muskingum

  - Refugee Tract
  - Salem Tract
  - Salt Reservations
  - Schoenbrunn Tract
  - School Lands
  - Seven Ranges
  - Symmes Purchase
  - Toledo Strip
  - Turnpike Lands
  - Twelve-Mile Square Reservation
  - Two-Mile Square Reservation
  - United States Military District
  - Virginia Military District
  - Zane's Tracts

- Oklahoma :
  - Big Pasture
  - Cherokee Outlet
  - Cimarron Territory
  - Greer County
  - Territoire indien
  - Neutral Strip
  - Oklahoma Territory
  - State of Sequoyah
  - Unassigned Lands
  - Réserves indiennes :
    - Cheyennes-Arapahos
    - Comanches, Kiowas et Apaches
    - Iowas
    - Kaw
    - Kickapous
    - Osages
    - Poncas et Otos - Missouri
    - Potawatomis et Shawnees
    - Sauk et Fox
    - Tonkawas
    - Wichita et Caddos

- Pennsylvanie :
  - Erie Triangle
  - Walking Purchase
  - Welsh Tract

- Autres régions :

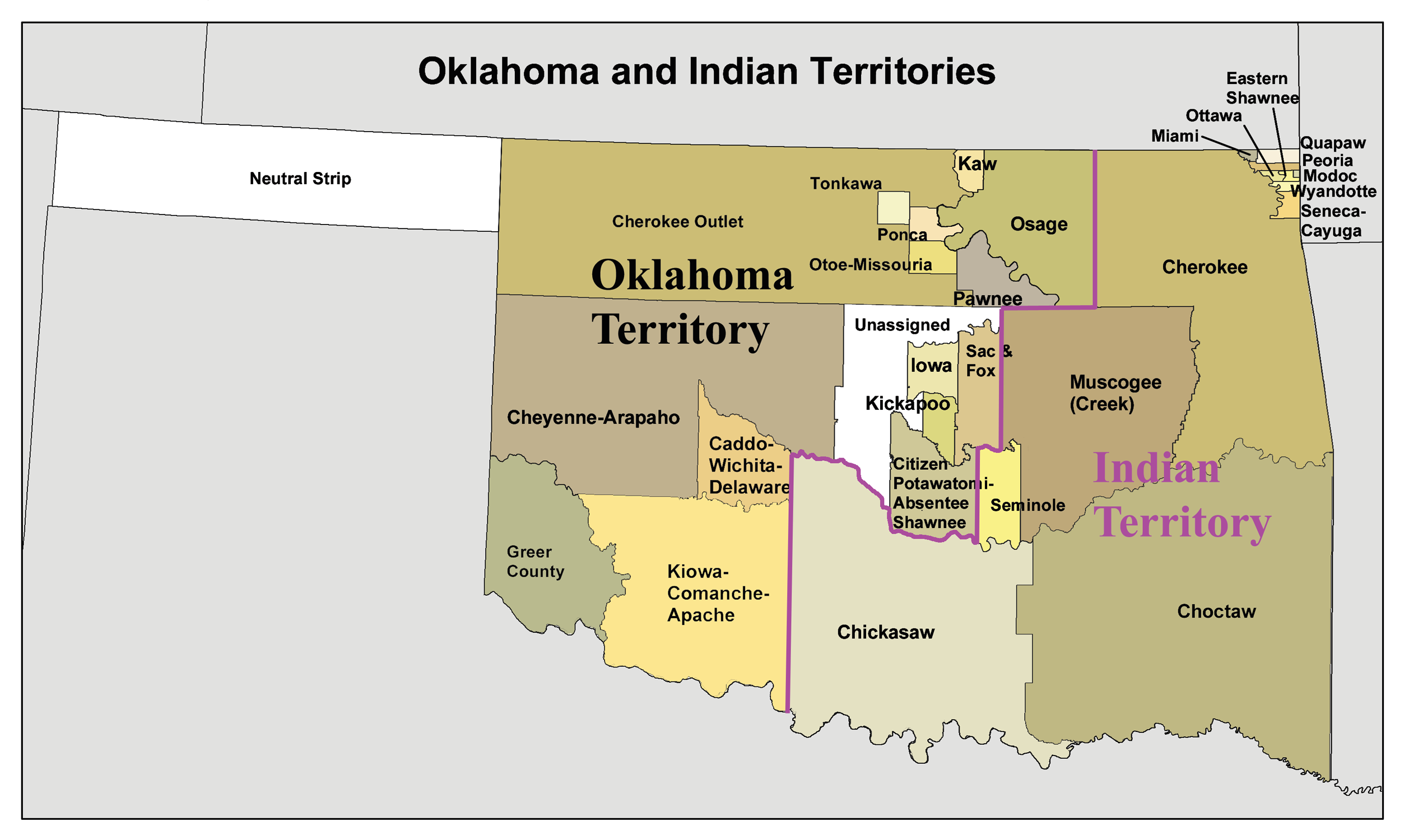
Cartes du territoire indien et du territoire de l'Oklahoma.

  - Arizona Territory (Arizona, New Mexico)
  - Carver's Tract (Wisconsin)
  - Cherokee Strip (Kansas)
  - Cumberland District, North Carolina aka District of Miro (Tennessee)
  - Département d'Alaska
  - District d'Alaska
  - District d'Arkansas
  - District de Columbia
  - District du Kentucky
  - District de Louisiane
  - District du Maine
  - District de West Augusta (Pennsylvanie, Virginie)
  - Equivalent Lands (Connecticut-Massachusetts)
  - Fairfax Grant (Virginie)
  - German Coast (Louisiane)
  - Gorges Patent (Maine)
  - Granville District (Caroline du Nord)
  - Honey Lands (Iowa-Missouri)
  - Jackson Purchase (Kentucky, Tennessee)
  - King's College Tract (Vermont)
  - Marquette District (Wisconsin)
  - Military Tract of 1812 (Illinois, Michigan, Arkansas, Missouri)
  - Mobile District
  - New Hampshire Grants (Vermont)
  - New York Lands (Kansas)
  - Pembina Territory (Dakotas, Minnesota)
  - Platte Purchase (Missouri)
  - Pike's Peak Country (Colorado)
  - Saginaw Cession (Michigan)
  - Territory of Sagadahock (Maine)
  - Trans-Mississippi
  - Transylvania Purchase (Kentucky)
  - Waldo Patent (Maine)
  - Washington District, North Carolina (Tennessee)
  - Nemaha Half-Breed Tract (Nebraska)

### Territoires organisés
La liste suivante recense les territoires organisés qui sont devenus des États, dans l'ordre chronologique de leur organisation :
- territoire du Nord-Ouest (1789 - 1803, devint les États d'Ohio, Indiana, Michigan, Illinois, Wisconsin et Minnesota à l'est du Mississippi) ;
- territoire au sud de la rivière Ohio (1790 - 1796, devient le Tennessee) ;
- territoire du Mississippi (1798 - 1817) ;
- territoire de l'Indiana (1800 - 1816, divisé entre territoire de l'Illinois, territoire du Michigan et l'État d'Indiana) ;
- territoire d'Orléans (1804 - 1812, devint la Louisiane) ;
- territoire du Michigan (1805 - 1837) ;
- territoire de Louisiane (1805 - 1812, précédé par le district de Louisiane et renommé territoire du Missouri entre 1812 et 1821) ;
- territoire de l'Illinois (1809 - 1818) ;
- territoire de l'Alabama (1817 - 1819) ;
- territoire de l'Arkansas (1819 - 1836, devint l'Arkansas) ;
- territoire de Floride (1822 - 1845) ;
- territoire du Wisconsin (1836 - 1848) ;
- territoire de l'Iowa (1838 - 1846) ;
- territoire de l'Oregon (1848 - 1859) ;
- territoire du Minnesota (1849 - 1858) ;
- territoire du Nouveau-Mexique (1850 - 1912) ;
- territoire de l'Utah (1850 - 1896) ;
- territoire de Washington (1853 - 1889) ;
- territoire du Kansas (1854 - 1861) ;
- territoire du Nebraska (1854 - 1867) ;
- territoire du Colorado (1861 - 1876) ;
- territoire du Nevada (1861 - 1864) ;
- territoire du Dakota (1861 - 1889, devint le Dakota du Nord et le Dakota du Sud) ;
- territoire de l'Arizona (1863 - 1912) ;
- territoire de l'Idaho (1863 - 1890) ;
- territoire du Montana (1864 - 1889) ;
- territoire du Wyoming (1868 - 1890) ;
- territoire de l'Oklahoma (1890 - 1907, précédé, en partie, par le territoire indien) ;
- territoire d'Hawaï (1898 - 1959) ;
- territoire de l'Alaska (1912 - 1959, précédé par le département d'Alaska et le district d'Alaska).

### Possessions cédées
Les régions suivantes ont été administrées par les États-Unis avant d'être cédées à des puissances étrangères :
- région de la rivière Milk (convention de 1818) ;
- zone du canal de Panamá ;
- Commonwealth des Philippines ;
- Territoire sous tutelle des îles du Pacifique ;
- Administration civile américaine des îles Ryūkyū ;
- Chamizal ;
- Rio Rico (Horcón Tract).

### États indépendants
Les régions suivantes ont fonctionné comme des États indépendants à un moment donné de leur histoire, même si elles n'ont pas forcément bénéficié d'une reconnaissance internationale :
- États confédérés d'Amérique ;
- Royaume d'Hawaï, puis république d'Hawaï ;
- République du Texas ;
- République du New Connecticut (république du Vermont) ;
- République de Californie ;
- Gouvernement provisoire de l'Oregon ;
- État du Deseret ;
- État de Scott.